# As Long as You Love Me
As Long as You Love Me (englisch für „Solange du mich liebst“) ist ein Lied der US-amerikanischen Gesangstruppe Backstreet Boys aus dem Jahr 1997.

## Entstehung und Veröffentlichung
Das Lied wurde vom Schweden Max Martin geschrieben, komponiert und produziert. Die Produktion tätigte Martin zusammen mit seinem schwedischen Kollegen Kristian Lundin.
Die Erstveröffentlichung von As Long as You Love Me erfolgte als Teil von Backstreet’s Back am 11. August 1997, dem zweiten Studioalbum der Backstreet Boys. Am 29. September 1997 erschien das Lied erstmals als zweite Singleauskopplung aus dem Album.

## Inhalt
Inhaltlich geht es um das lyrische Ich, das der anderen Person gegenüber jedes Zugeständnis macht, solange sie ihn (auch) liebt.

## Musikvideo
Das dazugehörige Musikvideo entstand unter der Regie von Nigel Dick. Als Darstellerin wirkt unter anderem die US-amerikanische Schauspielerin und Model Marisa Ramirez mit. Im Mai 2011 veröffentlichte die Band den Titel auf der Videoplattform YouTube, dort zählte es bis November 2023 über 509 Millionen Aufrufe.

## Kommerzieller Erfolg

### Chartplatzierungen
| ChartsChartplatzierungen     | Höchstplatzierung | Wochen |
| ---------------------------- | ----------------- | ------ |
| Deutschland (GfK)            | 3 (21 Wo.)        | 21     |
| Österreich (Ö3)              | 2 (16 Wo.)        | 16     |
| Schweiz (IFPI)               | 4 (24 Wo.)        | 24     |
| Vereinigtes Königreich (OCC) | 3 (20 Wo.)        | 20     |

| ChartsJahrescharts (1997)    | Platzierung |
| ---------------------------- | ----------- |
| Deutschland (GfK)            | 34          |
| Österreich (Ö3)              | 35          |
| Schweiz (IFPI)               | 42          |
| Vereinigtes Königreich (OCC) | 25          |

### Auszeichnungen für Musikverkäufe
| Land/Region                  | Auszeichnungen für Musikverkäufe (Land/Region, Auszeichnung, Verkäufe) | Verkäufe  |
| ---------------------------- | ---------------------------------------------------------------------- | --------- |
| Australien (ARIA)            | 3× Platin                                                              | 210.000   |
| Belgien (BRMA)               | Gold                                                                   | 25.000    |
| Brasilien (PMB)              | Platin                                                                 | 60.000    |
| Dänemark (IFPI)              | Gold                                                                   | 45.000    |
| Deutschland (BVMI)           | Platin                                                                 | 500.000   |
| Neuseeland (RMNZ)            | Platin                                                                 | 10.000    |
| Niederlande (NVPI)           | Gold                                                                   | 50.000    |
| Schweden (IFPI)              | Platin                                                                 | 30.000    |
| Spanien (Promusicae)         | Gold                                                                   | 30.000    |
| Vereinigtes Königreich (BPI) | Platin                                                                 | 600.000   |
| Insgesamt                    | 4× Gold · 8× Platin ·                                                  | 1.560.000 |

Hauptartikel: Backstreet Boys/Auszeichnungen für Musikverkäufe